# Albert Ayat
Albert Jean Louis Ayat (ur. 7 marca 1875 w Paryżu, zm. 2 grudnia 1935 w Courbevoie) – francuski szermierz, dwukrotny mistrz olimpijski. Brat Félixa Ayata i kuzyn Gilberta Bougnola, również szermierzy.
Wystąpił na Letnich Igrzyskach Olimpijskich 1900 w Paryżu. Zdobył złoty medal w szpadzie zawodowców (startowało co najmniej 42 szermierzy), wyprzedzając bezpośrednio swojego kuzyna Gilberta Bougnola. W szpadzie amatorów i zawodowców również okazał się najlepszy, zwyciężając we wszystkich siedmiu pojedynkach (startowało ośmiu zawodników).